# كأس العالم العسكرية لكرة القدم 2017
كأس العالم العسكرية لكرة القدم 2017 هي النسخة الثانية من كأس العالم العسكرية لكرة القدم، جرت في مسقط، عاصمة عُمان. فازت عمان مستضيفة البطولة لأول مرة بعد أن هزمت قطر 4–1 بركلات الجزاء الترجيحية بعد انتهاء النهائي بدون أهداف عقب الوقت الإضافي. وحلت سوريا ثالثًا ومصر رابعًا، في حين لم يتأهل المنتخب العراقي حامل اللقب.

## الأماكن
| السيب                          | مسقط                                                       |
| ------------------------------ | ---------------------------------------------------------- |
| ملعب السيب                     | ملعب السلطان قابوس                                         |
| السعة: 13,400                  | السعة: 30,000                                              |
|                                |                                                            |
| مسقط                           | مسقط ولاية السيبكأس العالم العسكرية لكرة القدم 2017 (عمان) |
| ملعب الشرطة السلطانية العمانية | مسقط ولاية السيبكأس العالم العسكرية لكرة القدم 2017 (عمان) |
| السعة: 12,000                  | مسقط ولاية السيبكأس العالم العسكرية لكرة القدم 2017 (عمان) |
|                                | مسقط ولاية السيبكأس العالم العسكرية لكرة القدم 2017 (عمان) |

## حكام المباريات
تم اختيار الحكام التالية أسماءهم لكأس العالم العسكرية لكرة القدم 2017.
الحكام
- محمد بنوزة
- علي السماهيجي
- إبراهيم نور الدين
- بينوا ميلو
- شتيفان ترايبر
- أبوبكر بانغورا
- محمد حسين زاهديفر
- أوين أوشي
- أون-تشول كانغ
- خالد الشيدي
- زكري ناصر الهنائي
- عمر اليعقوبي
- قاسم الحاتمي
- يعقوب عبد الباقي
- سعود علي العذبة
- عادل النقبي
- محمد عبد الله
- محمد القرني
- أسيتو كيتا
- ريتشارد فويتشيك

الحكام المساعدون
- عد الله الرويمي
- محمود أبو الرجال
- يوهان تيتار
- ميشائيل أوليغشلاغر
- دجينيبا ديمبيلي
- ديكي تولاند
- حمد الغافري
- ناصر أمبوسعيدي
- رشاد الحكماني
- سعود أحمد المقالح
- عبد الله الشلوي
- زكريا كنات
- عبد الله النقبي
- عزان القطيطي
- كيم
- مارتسين بورسكي
- حسن انتظاري

## مرحلة المجموعات
الفرق مرتبة حسب النقاط (3 نقاط للفوز، نقطة واحدة للتعادل، لا شيء للخسارة). يتقدم فائز ووصيف المجموعة إلى ربع النهائي.
جميع الأوقات حسب التوقيت المحلي، GST (ت.ع.م+4).

### المجموعة أ
| فريق    | لعب | ف | ت | خ | له | عليه | ف.أ | نقاط |
| ------- | --- | - | - | - | -- | ---- | --- | ---- |
| عمان    | 3   | 2 | 1 | 0 | 9  | 3    | +6  | 7    |
| البحرين | 3   | 1 | 2 | 0 | 3  | 2    | +1  | 5    |
| غينيا   | 3   | 0 | 2 | 1 | 3  | 8    | −5  | 2    |
| فرنسا   | 3   | 0 | 1 | 2 | 4  | 6    | −2  | 1    |

| عمان                                                                                | 5–0   | غينيا |
| ----------------------------------------------------------------------------------- | ----- | ----- |
| عبد العزيز المقبالي 20' (ركلة.)، 55' · محمد المسلمي 59' · محمد تقي اللواتي 63'، 67' | تقرير |       |

| البحرين     | 1–0   | فرنسا |
| ----------- | ----- | ----- |
| علي مدن 50' | تقرير |       |

| فرنسا                                            | 2–2   | غينيا                                   |
| ------------------------------------------------ | ----- | --------------------------------------- |
| جواد الهاجري 19' (ركلة.) · عبد القادر ميهوبي 80' | تقرير | 39' (ركلة.) عبد الله سو · 84' أليو باري |

| عمان             | 1–1   | البحرين                |
| ---------------- | ----- | ---------------------- |
| جميل اليحمدي 55' | تقرير | 32' إسماعيل عبد اللطيف |

| فرنسا                                  | 2–3   | عمان                                  |
| -------------------------------------- | ----- | ------------------------------------- |
| كيفين دومونتون 6' · ويليام فريدريش 88' | تقرير | 21' قاسم سعيد · 27'، 35' سعود الفارسي |

| غينيا                      | 1–1   | البحرين                |
| -------------------------- | ----- | ---------------------- |
| إبراهيما كاسوري كامارا 39' | تقرير | 58' إسماعيل عبد اللطيف |

### المجموعة ب
| فريق           | لعب | ف | ت | خ | له | عليه | ف.أ | نقاط |
| -------------- | --- | - | - | - | -- | ---- | --- | ---- |
| الجزائر        | 3   | 3 | 0 | 0 | 7  | 3    | +4  | 9    |
| ألمانيا        | 3   | 1 | 1 | 1 | 2  | 2    | 0   | 4    |
| كوريا الشمالية | 3   | 1 | 0 | 2 | 3  | 3    | 0   | 3    |
| إيران          | 3   | 0 | 1 | 2 | 1  | 5    | −4  | 1    |

| الجزائر                               | 2–1   | ألمانيا          |
| ------------------------------------- | ----- | ---------------- |
| عبد الرحمن مزيان 33' · سفيان خذير 85' | تقرير | 62' فلوريان شتال |

| إيران | 0–2   | كوريا الشمالية                   |
| ----- | ----- | -------------------------------- |
|       | تقرير | 46' آن إيل-بوم · 54' سو هيون-أوك |

| الجزائر                                     | 3–1   | إيران                          |
| ------------------------------------------- | ----- | ------------------------------ |
| محمد أمين حامية 27'، 42' · هواري فرحاني 36' | تقرير | 45+2' (ركلة.) علي غلام رضا بور |

| كوريا الشمالية | 0–1   | ألمانيا         |
| -------------- | ----- | --------------- |
|                | تقرير | 23' فلويان شتال |

| كوريا الشمالية   | 1–2   | الجزائر                                   |
| ---------------- | ----- | ----------------------------------------- |
| سيم هيون-جين 12' | تقرير | 11' شمس الدين حراق · 54' عبد الرحمن مزيان |

| ألمانيا | 0–0   | إيران |
| ------- | ----- | ----- |
|         | تقرير |       |

### المجموعة ج
| فريق             | لعب | ف | ت | خ | له | عليه | ف.أ | نقاط |
| ---------------- | --- | - | - | - | -- | ---- | --- | ---- |
| قطر              | 3   | 2 | 1 | 0 | 8  | 1    | +7  | 7    |
| مالي             | 3   | 1 | 2 | 0 | 5  | 1    | +4  | 5    |
| جمهورية أيرلندا  | 3   | 1 | 1 | 1 | 7  | 5    | +2  | 4    |
| الولايات المتحدة | 3   | 0 | 0 | 3 | 2  | 15   | −13 | 0    |

| جمهورية أيرلندا | 1–1   | مالي            |
| --------------- | ----- | --------------- |
| مارك هورغان 17' | تقرير | 45' أمادو ديالو |

| قطر                                                            | 5–1   | الولايات المتحدة |
| -------------------------------------------------------------- | ----- | ---------------- |
| عبد القادر نغوم 12'، 79' · عمر علي 49' · جاستيس أودوي 53'، 85' | تقرير | 84' كيلب داوني   |

| جمهورية أيرلندا | 0–3   | قطر                                                      |
| --------------- | ----- | -------------------------------------------------------- |
|                 | تقرير | 41' جوناتان سيلفا · 63' لوك نديفون · 82' عبد القادر نغوم |

| الولايات المتحدة | 0–4   | مالي                                                |
| ---------------- | ----- | --------------------------------------------------- |
|                  | تقرير | 30' موسى · 38'، 42' سامبو سيسوكو · 77' أداما تراوري |

| الولايات المتحدة | 1–6   | جمهورية أيرلندا                                                                    |
| ---------------- | ----- | ---------------------------------------------------------------------------------- |
| راموس جيسوس 86'  | تقرير | 15'، 60' ديريك والش · 51' (ركلة.)، 58' ريكي فوكس · 85' غريغ شورت · 90+2' شان غانون |

| مالي | 0–0   | قطر |
| ---- | ----- | --- |
|      | تقرير |     |

### المجموعة د
| فريق   | لعب | ف | ت | خ | له | عليه | ف.أ | نقاط |
| ------ | --- | - | - | - | -- | ---- | --- | ---- |
| سوريا  | 3   | 2 | 1 | 0 | 4  | 0    | +4  | 7    |
| مصر    | 3   | 1 | 2 | 0 | 5  | 1    | +4  | 5    |
| بولندا | 3   | 1 | 1 | 1 | 7  | 3    | +4  | 4    |
| كندا   | 3   | 0 | 0 | 3 | 1  | 14   | −13 | 0    |

| مصر            | 1–1   | بولندا            |
| -------------- | ----- | ----------------- |
| أحمد الشيخ 69' | تقرير | 48' ماتيوس لوكزاك |

| كندا | 0–3   | سوريا                                               |
| ---- | ----- | --------------------------------------------------- |
|      | تقرير | 2' زكريا القدور · 19' أسامة أومري · 33' مؤيد الخولي |

| مصر                                                                     | 4–0   | كندا |
| ----------------------------------------------------------------------- | ----- | ---- |
| أحمد عيد 33' (ركلة.) · حسام سلامة 39' · أحمد الشيخ 64' · مؤمن زكريا 83' | تقرير |      |

| سوريا          | 1–0   | بولندا |
| -------------- | ----- | ------ |
| محمد حمدكو 12' | تقرير |        |

| سوريا | 0–0   | مصر |
| ----- | ----- | --- |
|       | تقرير |     |

| بولندا                                                                                             | 6–1   | كندا               |
| -------------------------------------------------------------------------------------------------- | ----- | ------------------ |
| داميان كوزينسكي 12' (ركلة.)، 90' · ماتيوس لوكزاك 31'، 81' · ماتيوس فاشوفياك 40' · مارسينا زينو 73' | تقرير | 28' ستيفان سابادوس |

## مرحلة خروج المغلوب
|  | ربع النهائي      | ربع النهائي     |                 |       | نصف النهائي | نصف النهائي |  |  | النهائي | النهائي |
|  |                  |                 |                 |       |             |             |  |  |         |         |
|  | 24 يناير – مسقط  |                 |                 |       |             |             |  |  |         |         |
|  |                  |                 |                 |       |             |             |  |  |         |         |
|  | عمان             | 5               |                 |       |             |             |  |  |         |         |
|  | عمان             | 5               | 26 يناير – مسقط |       |             |             |  |  |         |         |
|  | مالي             | 0               |                 |       |             |             |  |  |         |         |
|  | مالي             | 0               | عمان (ر)        | 2 (4) |             |             |  |  |         |         |
|  | 24 يناير – مسقط  |                 | عمان (ر)        | 2 (4) |             |             |  |  |         |         |
|  |                  | مصر             | 2 (1)           |       |             |             |  |  |         |         |
|  | الجزائر          | مصر             | 2 (1)           | 1     |             |             |  |  |         |         |
|  | الجزائر          |                 | 28 يناير – مسقط | 1     |             |             |  |  |         |         |
|  | مصر (ب.و.إ.)     | 2               |                 |       |             |             |  |  |         |         |
|  | مصر (ب.و.إ.)     | 2               | عمان (ر)        | 0 (4) |             |             |  |  |         |         |
|  | 24 يناير – السيب |                 | عمان (ر)        | 0 (4) |             |             |  |  |         |         |
|  |                  | قطر             | 0 (1)           |       |             |             |  |  |         |         |
|  | قطر (ر)          | قطر             | 0 (1)           | 0 (4) |             |             |  |  |         |         |
|  | قطر (ر)          | 26 يناير – مسقط |                 | 0 (4) |             |             |  |  |         |         |
|  | البحرين          | 0 (2)           |                 |       |             |             |  |  |         |         |
|  | البحرين          | 0 (2)           | قطر (ر)         | 2 (4) |             |             |  |  |         |         |
|  | 24 يناير – السيب |                 | قطر (ر)         | 2 (4) |             |             |  |  |         |         |
|  |                  | سوريا           | 2 (2)           |       | النهائي     | النهائي     |  |  |         |         |
|  | سوريا            | سوريا           | 2 (2)           | 2     | النهائي     | النهائي     |  |  |         |         |
|  | سوريا            |                 | 28 يناير – مسقط | 2     |             |             |  |  |         |         |
|  | ألمانيا          | 1               |                 |       |             |             |  |  |         |         |
|  | ألمانيا          | 1               | مصر             | 2 (5) |             |             |  |  |         |         |
|  |                  |                 |                 |       |             |             |  |  |         |         |
|  | سوريا (ر)        | 2 (6)           |                 |       |             |             |  |  |         |         |
|  | سوريا (ر)        | 2 (6)           |                 |       |             |             |  |  |         |         |

### ربع النهائي
| عمان                                                        | 5–0   | مالي |
| ----------------------------------------------------------- | ----- | ---- |
| الخالدي 4' · سعد المخيني 16' · اللواتي 34'، 90' · درويش 85' | تقرير |      |

| الجزائر   | 1–2 (ب.و.إ.) | مصر                   |
| --------- | ------------ | --------------------- |
| حامية 51' | تقرير        | 35' مرعي · 120' الشيخ |

| قطر | 0–0 (ب.و.إ.) | البحرين |
| --- | ------------ | ------- |
|     | تقرير        |         |

| سوريا                        | 2–1   | ألمانيا         |
| ---------------------------- | ----- | --------------- |
| محمد الواكد 31' (ركلة.)، 90' | تقرير | ديك 12' (ركلة.) |

### نصف النهائي
| عمان                                 | 2–2 (ب.و.إ.) | مصر                       |
| ------------------------------------ | ------------ | ------------------------- |
| عبد العزيز المقبالي 86' (ركلة.)، 94' | تقرير        | 72' أحمد الشيخ · 96' سامي |

| قطر                               | 2–2   | سوريا                                |
| --------------------------------- | ----- | ------------------------------------ |
| عبد القادر نغوم 30' · Keïta 45+2' | تقرير | محمد الواكد 15' (ركلة.)، 23' (ركلة.) |

### مباراة المركز الثالث
| مصر                   | 2–2 (ب.و.إ.) | سوريا                    |
| --------------------- | ------------ | ------------------------ |
| سليمان 2' · الشيخ 61' | تقرير        | حمدكو 35' · الواكد 90+1' |

### النهائي
| عمان | 0–0 (ب.و.إ.) | قطر |
| ---- | ------------ | --- |
|      | تقرير        |     |

## الإحصائيات

### مسجلو الأهداف
4 أهداف
- أحمد الشيخ
- عبد العزيز المقبالي
- محمد تقي
- عبد القادر نغوم
- محمد الواكد

3 أهداف
- محمد أمين حامية
- ماتيوس لوكزاك

هدفين
- عبد الرحمن مزيان
- إسماعيل عبد اللطيف
- فلوريان شتال
- ديريك والش
- ريكي فوكس
- أمادو ديالو
- سامبو سيسوكو
- سعود الفارسي
- داميان كوزينسكي
- جاستيس أودوي

هدف واحد
- هواري فرحاني
- شمس الدين حراق
- سفيان خذير
- علي مدن
- ستيفان سابادوس
- أحمد عيد
- عمرو مرعي
- حسام سلامة
- أحمد سامي
- مؤمن زكريا
- كيفين دومونتون
- جواد الهاجري
- ويليام فريدريش
- عبد القادر ميهوبي
- أندرياس ديك
- إبراهيما كاسوري كامارا
- عبد الله سو
- أليو باري
- علي غلام رضا بور
- شان غانون
- مارك هورغان
- غريغ شورت
- آن إيل-بوم
- سيم هيون-جين
- سو هيون-أوك
- أداما تراوري
- محسن الخالدي
- جمعة درويش
- سعد المخيني
- محمد المسلمي
- جميل اليحمدي
- قاسم سعيد
- مارسينا زينو
- ماتيوس فاشوفياك
- عمر علي
- إبراهيما كيتا
- لوك نديفون
- جوناتان سيلفا
- زكريا القدور
- مؤيد الخولي
- محمد حمدكو
- أسامة أومري
- كيلب داوني
- راموس جيزوس

### ترتيب فرق المسابقة
As per statistical convention in football, matches decided in الوقت الإضافي are counted as wins and losses, while matches decided by ركلات جزاء ترجيحية (كرة قدم) are counted as draws.
| م  | الفريق           | لعب | ف | ت | خ | أ.له | أ.ع | أ.ف | نقاط | النتيجة النهائية        |
| -- | ---------------- | --- | - | - | - | ---- | --- | --- | ---- | ----------------------- |
| 1  | عمان             | 6   | 3 | 3 | 0 | 16   | 5   | +11 | 12   | البطل                   |
| 2  | قطر              | 6   | 2 | 4 | 0 | 10   | 3   | +7  | 10   | الوصيف                  |
| 3  | سوريا            | 6   | 3 | 3 | 0 | 10   | 5   | +5  | 12   | المركز الثالث           |
| 4  | مصر              | 6   | 2 | 4 | 0 | 11   | 6   | +5  | 10   | المركز الرابع           |
|    |                  |     |   |   |   |      |     |     |      |                         |
| 5  | الجزائر          | 4   | 3 | 0 | 1 | 8    | 5   | +3  | 9    | أُقصى في ربع النهائي     |
| 6  | البحرين          | 4   | 1 | 3 | 0 | 3    | 2   | +1  | 6    | أُقصى في ربع النهائي     |
| 7  | مالي             | 4   | 1 | 2 | 1 | 5    | 6   | −1  | 5    | أُقصى في ربع النهائي     |
| 8  | ألمانيا          | 4   | 1 | 1 | 2 | 3    | 4   | −1  | 4    | أُقصى في ربع النهائي     |
|    |                  |     |   |   |   |      |     |     |      |                         |
| 9  | بولندا           | 3   | 1 | 1 | 1 | 7    | 3   | +4  | 4    | أُقصى في مرحلة المجموعات |
| 10 | جمهورية أيرلندا  | 3   | 1 | 1 | 1 | 7    | 5   | +2  | 4    | أُقصى في مرحلة المجموعات |
| 11 | كوريا الشمالية   | 3   | 1 | 0 | 2 | 3    | 3   | 0   | 3    | أُقصى في مرحلة المجموعات |
| 12 | غينيا            | 3   | 0 | 2 | 1 | 3    | 8   | −5  | 2    | أُقصى في مرحلة المجموعات |
| 13 | فرنسا            | 3   | 0 | 1 | 2 | 4    | 6   | −2  | 1    | أُقصى في مرحلة المجموعات |
| 14 | إيران            | 3   | 0 | 1 | 2 | 1    | 5   | −4  | 1    | أُقصى في مرحلة المجموعات |
| 15 | الولايات المتحدة | 3   | 0 | 0 | 3 | 2    | 15  | −13 | 0    | أُقصى في مرحلة المجموعات |
| 16 | كندا             | 3   | 0 | 0 | 3 | 1    | 14  | −13 | 0    | أُقصى في مرحلة المجموعات |

## الإعلام

### البث
| Territory | Channel                         | Ref   |
| --------- | ------------------------------- | ----- |
| مصر       | DMC Sports                      |       |
| عُمان      | تلفزيون سلطنة عمان Oman TV Live | [ 3 ] |

## وصلات خارجية
- (بالعربية) (بالإنجليزية) Official website of the competition
- Official website of the CISM